# Église San Pietro a Fusariello
L'église San Pietro a Fusariello est une église disparue de Naples dédiée à saint Pierre qui se trouvait à l'emplacement actuel du bâtiment principal de l'université de Naples - Frédéric-II. 

## Histoire et description
Selon l'historien Carlo Celano (it), l'église a été fondée en 1293 par Pietro Procolo, puis elle a été donnée aux familles Papacoda, Macedonio, de Dura, de Gennaro, Venata et Strambone. 
Ces familles administraient le conseil municipal (sedile) du quartier d'Acquario et étaient appelées les familles acquarie (de l'eau). Le terme fusariello vient des vasques (fusari) dans lesquelles on faisait macérer le lin et le chanvre. Le chanoine et historien Gennaro Aspreno Galante (1843-1923) indique quant à lui que ce sont ces six familles qui ont fondé l'église. 
L'église est refaite en 1711 et perd son aspect gothique, puis elle est encore remaniée en 1851. Elle est démolie à la fin du XIXe siècle, lorsque Naples est soumise à de grands travaux d'aménagement urbain au cours de ce que l'on appela le « Risanamento ».
L'église disparaît pour laisser place à une partie de l'université.
L'église comportait un maître-autel dédié à saint Pierre et deux autels secondaires, l'un dédié à saint Thomas Beckett et l'autre à Notre-Dame, en mémoire de deux églises voisines démolies. La table d'autel était ornée des reliefs de la Vierge, de saint Pierre et saint Paul et des blasons des six familles acquarie. 
La confrérie laïque de Sainte-Marie-des-Âmes-du-Purgatoire qui gérait l'église a ensuite reçu en compensation une partie du rez-de-chaussée d'un nouvel immeuble situé via Grande Archivio, au croisement de la via Giuseppe De Blasiis, mais dans les années 1970, le local a été remplacé par des magasins.

## Source de la traduction
- (it) Cet article est partiellement ou en totalité issu de l’article de Wikipédia en italien intitulé « Chiesa di San Pietro a Fusariello » (voir la liste des auteurs).